# Rio Amapari
Amapari este un râu în Amapá (AP), Brazilia. Se varsă în râul Araguari. Traversează localitățile Pedra Branca do Amapari, Serra do Navio și Porto Grande, având și două cascade de-a lungul cursului său: Cachoeira do Tatu, aproape de sursă, și Cachoeira do Veado, în apropiere de Serra do Navio. Sclavii din Samaracá, Guyana Franceză au venit aici în căutarea aurului.